# Polinomio irriducibile
In matematica, un polinomio {\displaystyle p(x)} si dice irriducibile quando non esistono dei polinomi {\displaystyle q(x)} e {\displaystyle s(x)} tali che {\displaystyle q(x)\cdot s(x)=p(x)} con {\displaystyle q(x)} e {\displaystyle s(x)} non invertibili. In caso contrario, il polinomio si dice riducibile.
Se i coefficienti del polinomio sono presi in un campo, i fattori di un polinomio riducibile sono entrambi di grado inferiore e non costanti. Ad esempio
{\displaystyle p(x)=x^{3}-1=(x-1)(x^{2}+x+1),}
è riducibile.
Se però i coefficienti sono considerati appartenenti ad un anello, questo non è sempre vero: ad esempio il polinomio {\displaystyle 2x+6} è ovviamente irriducibile se considerato come polinomio in {\displaystyle \mathbb {Q} [X]}, mentre è riducibile se considerato su {\displaystyle \mathbb {Z} [X]}, perché la fattorizzazione {\displaystyle 2x+6=2(x+3)} non è banale, in quanto l'inverso di {\displaystyle 2}, ovvero {\displaystyle 1/2}, non è un numero intero, e quindi {\displaystyle 2} non è un elemento invertibile dell'anello dei polinomi a coefficienti interi.

## Esempi
L'irriducibilità dipende fortemente dalla scelta dell'anello a cui devono 
appartenere i coefficienti. Ad esempio, il polinomio 
{\displaystyle p(x)=x^{2}-2,}
è irriducibile se tale anello è quello degli interi, mentre è riducibile se l'anello è il campo dei numeri reali, perché qui si spezza in
{\displaystyle p(x)=x^{2}-2=(x+{\sqrt {2}})(x-{\sqrt {2}}).}
Analogamente, il polinomio 
{\displaystyle q(x)=x^{2}+1,}
è irriducibile sui numeri reali, mentre è riducibile sui numeri complessi, perché si scompone come
{\displaystyle q(x)=(x+i)(x-i).}

## Polinomi irriducibili nei vari campi

### Numeri complessi
Per il teorema fondamentale dell'algebra, un polinomio è irriducibile sul campo dei complessi se e solo se ha grado {\displaystyle 1}.

### Numeri reali
I polinomi irriducibili sul campo dei reali sono precisamente:
- i polinomi di primo grado;
- i polinomi di secondo grado con delta minore di zero.

Quindi ogni polinomio a coefficienti reali è il prodotto di alcuni polinomi di questi due tipi. Questo deriva dal fatto che se un numero complesso {\displaystyle z} è uno zero di un polinomio, allora anche il suo complesso coniugato {\displaystyle {\overline {z}}} è soluzione, e il prodotto dei fattori
{\displaystyle (x-z)(x-{\overline {z}})=x^{2}-(z+{\overline {z}})x+z{\overline {z}},}
è formato da numeri reali.

### Numeri razionali
Sul campo dei numeri razionali, esistono polinomi irriducibili di qualsiasi grado, ma non esiste nessun criterio generale per determinare se un polinomio sia irriducibile o meno. Esistono tuttavia vari metodi che possono dare o meno risultati; generalmente il primo passo è trasformare il polinomio originario in un polinomio a coefficienti interi, moltiplicandolo per il minimo comune multiplo dei denominatori. L'operazione è lecita grazie al lemma di Gauss, che garantisce che il polinomio originale è irriducibile se e solo se lo è il trasformato (a meno di fattori costanti, che sono irriducibili su {\displaystyle \mathbb {Z} [x]} ma invertibili in {\displaystyle \mathbb {Q} [x]}). Dopo si possono provare varie strade:
- Cercare radici razionali; per il teorema delle radici razionali il loro numeratore deve dividere {\displaystyle a_{0}}, mentre il denominatore deve dividere il coefficiente direttore. L'insieme dei valori possibili è così limitato; se uno di questi è una radice, allora il polinomio è sicuramente riducibile.

Se un polinomio non ammette radici razionali, non vuol dire sempre che è irriducibile su {\displaystyle \mathbb {Q} [x]}: ciò vale se e solo se il grado del polinomio è minore o uguale a tre.
- Tentare di applicare il criterio di Eisenstein.
- Considerare il polinomio in {\displaystyle \mathbb {Z} _{p}[x]}, con {\displaystyle p} primo tale che {\displaystyle p\nmid a_{n}.}

In particolare vale che se il polinomio è irriducibile in {\displaystyle \mathbb {Z} _{p}[x]} allora lo è anche in {\displaystyle \mathbb {Q} [x]}. Ma non vale il viceversa.

## Irriducibilità assoluta
un polinomio multivariato definito sui numeri razionali si definisce assolutamente irriducibile se è irriducibile sul campo complesso. Per esempio {\displaystyle x^{2}+y^{2}-1} è assolutamente irriducibile; invece {\displaystyle x^{2}+y^{2},} pur essendo irriducibile sugli interi e sui reali, è riducibile sui numeri complessi come {\displaystyle x^{2}+y^{2}=(x+iy)(x-iy),} e quindi non è assolutamente irriducibile.
Più in generale, un polinomio definito su un campo {\displaystyle K} è assolutamente irriducibile se è irriducibile su ogni estensione algebrica di {\displaystyle K,} e un insieme algebrico affine definito da equazioni con coefficienti in un campo {\displaystyle K} è assolutamente irriducibile se non è l'unione di due insiemi algebrici definiti da equazioni in un'estensione algebricamente chiusa di {\displaystyle K.} In altre parole, un insieme algebrico assolutamente irriducibile è sinonimo di una varietà algebrica, che sottolinea che i coefficienti delle equazioni che lo definiscono possono non appartenere a un campo algebricamente chiuso.
Il concetto di irriducibilità assoluta viene applicato, con lo stesso significato, anche alle rappresentazioni lineari di gruppi algebrici.
In tutti i casi, essere assolutamente irriducibili equivale ad essere irriducibili sulla chiusura algebrica del campo base.

### Esempi di irriducibilità assoluta
- Un polinomio univariato di grado maggiore o uguale a 2 non è mai assolutamente irriducibile, a causa del teorema fondamentale dell'algebra.
- La rappresentazione bidimensionale irriducibile del gruppo simmetrico {\displaystyle S_{3}} di ordine 6, originariamente definito sul campo dei numeri razionali, è assolutamente irriducibile.
- La rappresentazione del gruppo circolare delle rotazioni nel piano è irriducibile (sul campo dei numeri reali), ma non è assolutamente irriducibile. Dopo aver esteso il campo a numeri complessi, si divide in due componenti irriducibili. Questo è prevedibile, poiché il gruppo circolare è commutativo ed è noto che tutte le rappresentazioni irriducibili di gruppi commutativi su un campo algebricamente chiuso sono unidimensionali.
- La "vera" varietà algebrica definita dall'equazione

{\displaystyle x^{2}+y^{2}=1}
è assolutamente irriducibile. È il cerchio ordinario sui reali e rimane una sezione conica irriducibile sul campo dei numeri complessi. L'irriducibilità assoluta vale più generalmente su qualsiasi campo non di caratteristica due. In caratteristica due, l'equazione è equivalente a {\displaystyle (x+y-1)^{2}=0.} Quindi definisce la retta doppia {\displaystyle x+y=1,} che è uno schema non ridotto.
- La varietà algebrica data dall'equazione

{\displaystyle x^{2}+y^{2}=0}
non è assolutamente irriducibile. In effetti, il membro sinistro può essere scomposto come
{\displaystyle x^{2}+y^{2}=(x+yi)(x-yi),}
dove {\displaystyle i} è una radice quadrata di −1. Pertanto, questa varietà algebrica è costituita da due linee che si intersecano all'origine e non è assolutamente irriducibile. Ciò vale già sul campo base se {\displaystyle -1} è un quadrato, oppure vale sull'estensione quadratica ottenuta mediante l'aggiunta di {\displaystyle i.}